# Эйттенбогард, Дирк
Дирк Эйттенбогард (нидерл. Dirk Uittenbogaard, род. 8 мая 1990) — голландский спортсмен, гребец, чемпион Олимпийских игр 2020 года, бронзовый призёр Олимпийских игр 2016 года, чемпион мира по академической гребле.

## Биография
Дирк Эйттенбогард родился 8 мая 1990 года в городе Амстердам. Профессиональную карьеру гребца начал с 2004 года. Состоит и тренируется в клубе «A.S.R. Nereus» (Amsterdam Student Rowing Club Nereus). Дебют на соревнованиях международного уровня состоялся в 2007 году на чемпионате мира по академической гребле среди юниоров в Пекине. В дисциплине двойки парные Эйттенбогард занял первое место.
На чемпионате мира по академической гребле 2015 года, который проходил во французском городе Эгбелет-ле-Лак, Эйттенбогард занял третье место в составе голландской восьмёрки.
Золото принесли соревнования на I этапе кубка мира по академической гребле в Варесе (2016 WORLD ROWING CUP I). С результатом 05:42.720, голландская восьмёрка оставила позади соперников из Италии (05:43.720 — 2е место) и Польши (05:46.440 — 3е место).
В 2016 году во время кубка мира по академической гребле в Люцерне (WORLD ROWING CUP II 2016), Эйттенбогард в составе восьмёрки занял первое место, обогнав соперников из Германии и США.
На Летних Олимпийских играх 2016 в Рио-де-Жанейро, Эйттенбогард в составе голландской восьмёрки занял третье место. С результатом 05:31.590 они уступили первенство командам из Германии (05:30.960 — 2е место) и Великобритании (05:29.630 — 1е место).